# Campêche (arbre)
Haematoxylum campechianum
Pour l’article homonyme, voir Campeche.
Espèce
Le campêche ou « bois de Campêche », en anglais "bloodwoodtree" ou "Logwood" (Haematoxylum campechianum), est une espèce de plantes à fleurs de la famille des Fabaceae. C'est un petit arbre tropical pouvant atteindre 15 mètres de haut. L'espèce est commune au Mexique, en Amérique centrale et aux Antilles.
Il doit son nom au port mexicain de Campeche d'où son bois, recherché pour ses propriétés tinctoriales, était embarqué pour l'exportation, au XVIIe siècle.
Le campêche se distingue par son bois très dur et très lourd de couleur sombre (Haematoxylum signifie « bois de sang ») et sa sève de teinte rouge foncé. La substance colorante extraite de ce bois est appelée elle-même, par métonymie, campêche ou hématine.

## Description

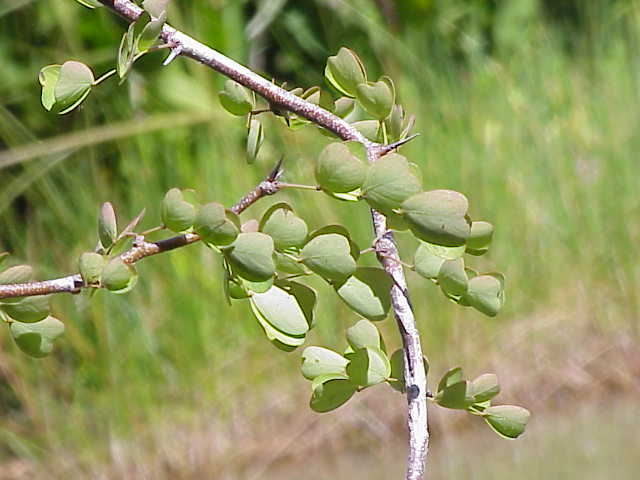
Campêche.

### Aspect général
Cet arbuste ou petit arbre (jusqu'à 8 mètres) a un tronc anfractueux, une écorce lisse et grise et des rameaux épineux.

### Feuilles

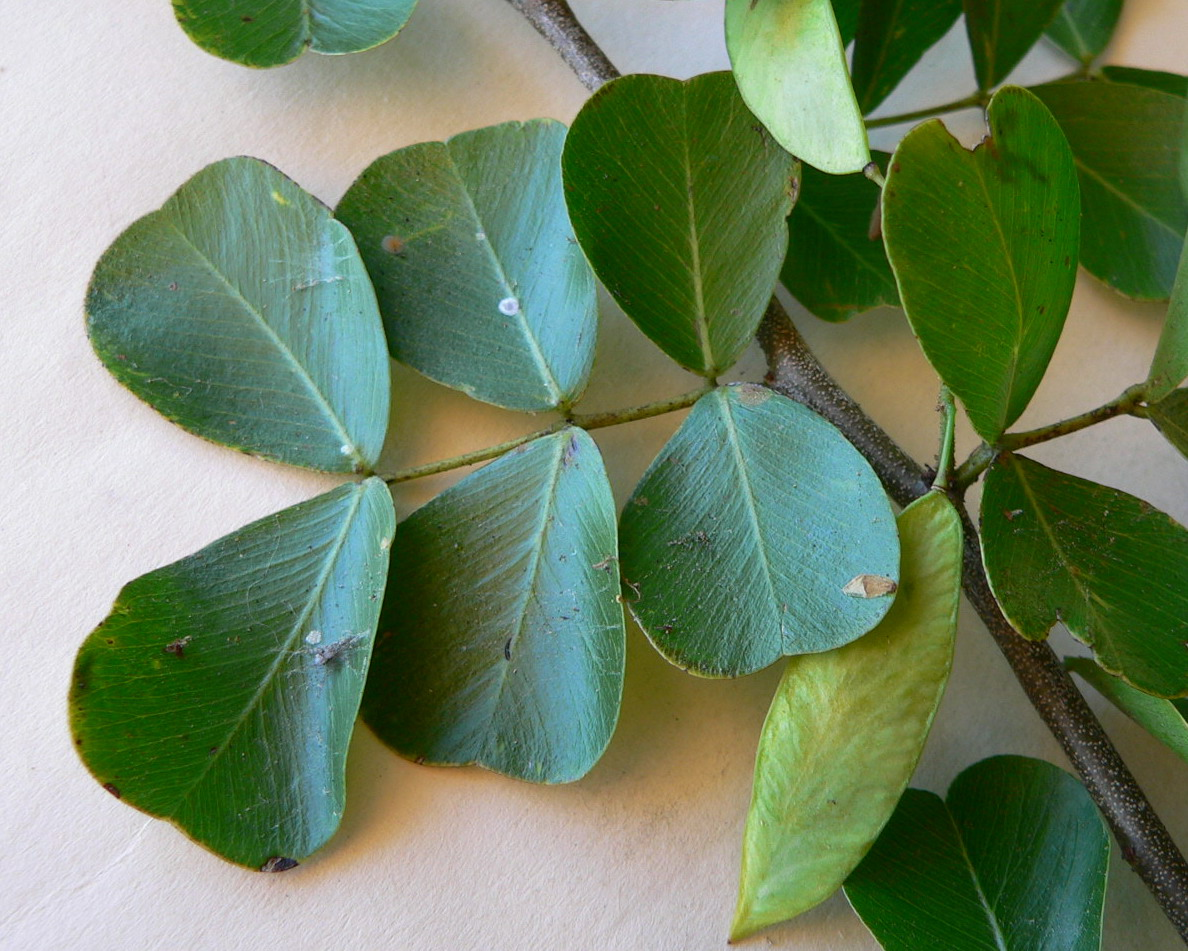
Feuille et gousse de campêche.

Les feuilles caduques de couleur vert clair sont paripennées et comprennent 1 à 4 paires de folioles obovales, luisantes et glabres de 1 à 3 sur 1 à 2,5 cm. Ces folioles en forme de cœur (base en coin et apex plus ou moins émarginé) se rabattent l'une vers l'autre la nuit.

### Fleurs

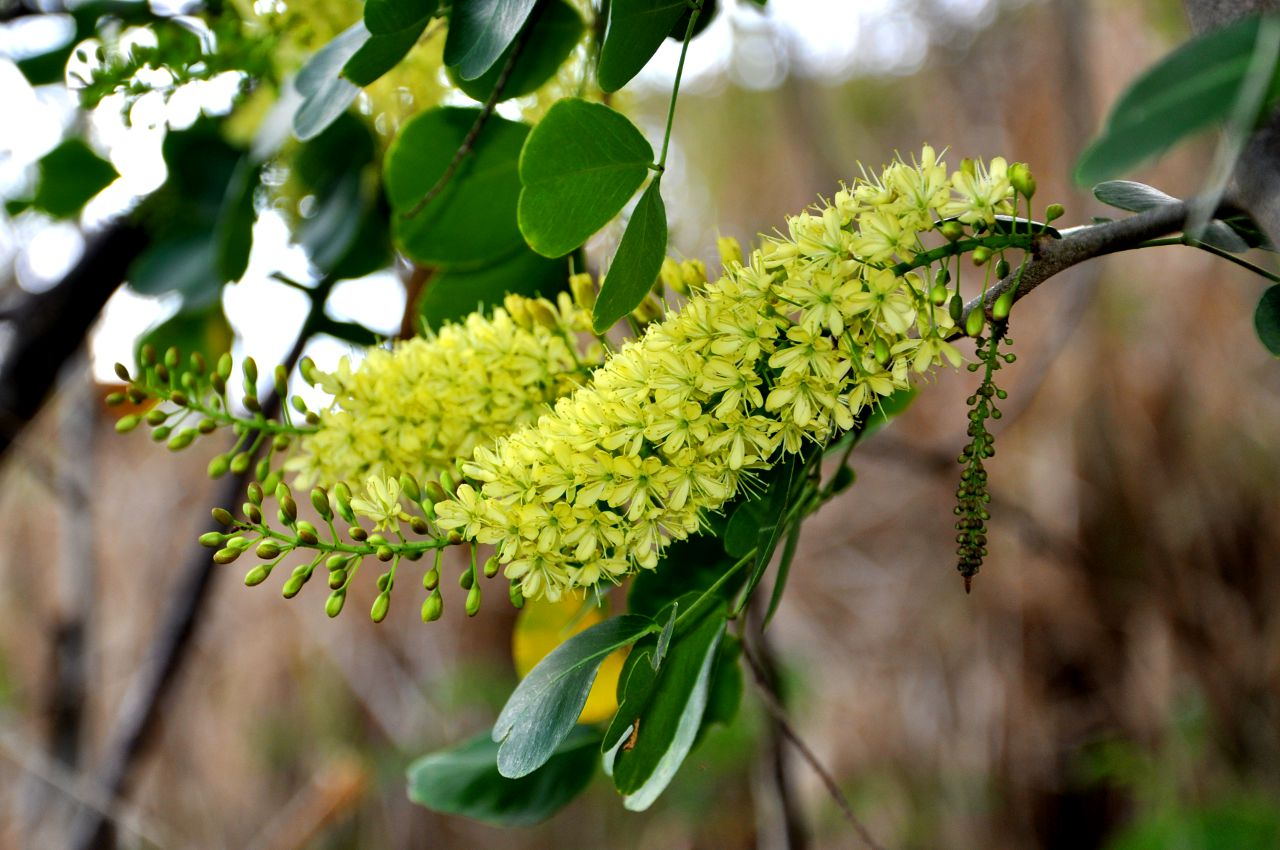
Fleurs.

Les fleurs jaunes, très odorantes sont densément regroupées en racèmes axillaires ou terminaux. Elles sont composées d'un calice 5-partite, de 5 pétales, jaune clair, de 4–6 mm et de 10 étamines à filet tomenteux à la base. La floraison a lieu de janvier à mai.

### Fruits
Le fruit est une gousse de 2 à 6 centimètres de long, membraneuse et atténuée aux deux extrémités. Vert pâle avant maturité, la gousse vire ensuite au brun. Elle contient 1 à 3 graines brun clair.

## Écologie
Cette espèce est répandue aux Antilles, Mexique et Amérique Centrale. Elle serait originaire du Mexique et aurait été introduite aux Antilles par les Amérindiens, avant la colonisation européenne.
Le campêche affectionne les fourrés épineux de la série xérophile. De croissance assez rapide, il apprécie une exposition en plein soleil et une atmosphère humide (pluviométrie annuelle entre 900 et 1 800 millimètres).
Ses graines tombées au sol peuvent germer au bout de 19 jours, ou se conserver jusqu'à 8 mois si les conditions sont défavorables.
Il est cultivé en plantations à la Jamaïque où on le récolte au bout de dix ans[réf. souhaitée].
L'arbre a été importé à Madagascar et dans les Mascareignes où il s'est naturalisé dans les milieux perturbés des régions sèches. On le trouve aussi au Sénégal, en Inde ou au Pakistan (il est cultivé dans la région de Lahore)[réf. souhaitée].

### Caractère envahissant
De nos jours, cette espèce est envahissante dans de nombreuses zones tropicales, notamment l'Afrique occidentale et plusieurs îles de l'océan Indien et du Pacifique.
En Nouvelle-Calédonie (à Païta plus précisément), cette essence a été introduite en 1924 en tant que plante fourragère. Elle est désormais envahissante dans la région de Koné, Voh et Pouembout (VKP), où elle forme de vastes fourrés monospécifiques,,. Le Code de l'environnement de la Province Sud interdit l’introduction dans la nature de cette espèce ainsi que sa production, son transport, son utilisation, son colportage, sa cession, sa mise en vente, sa vente ou son achat.

## Histoire
Les Aztèques, qui l’appelaient « quamochitl » sont les premiers à avoir découvert les vertus colorantes de l’hématéine au premier millénaire.
Après l’occupation de l’Amérique centrale par l’Espagne, l’Europe a commencé à utiliser ce colorant en quantités très importantes, remplaçant ainsi les colorants végétaux domestiques – guède et indigo.
Ce changement a eu pour conséquence de provoquer une récession sur le marché anglais conventionnel du colorant, entraînant diverses guerres entre l’Angleterre et l’Espagne en Amérique latine afin de contrôler les récoltes de bois d’hématine.
Au XVIIIe siècle, 95 % de la soie, du coton, de la laine et du cuir teints en noir étaient traités avec de l’extrait d’hématine.
Deux siècles plus tard, en 1950, la consommation mondiale de bois de Campêche était encore d’environ 70 000 tonnes malgré la forte concurrence des colorants synthétiques.
De nos jours, le gros des exportations se fait des îles des Caraïbes (Jamaïque, Haïti, République dominicaine) ; de Campêche même ne vient plus qu'une petite quantité.

## Utilisation

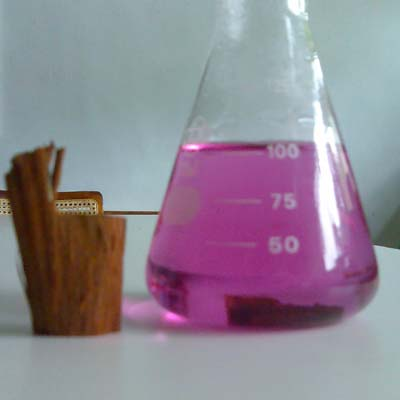
Extrait dHaematoxylum campechianum.

### Pouvoir colorant

#### Teinture
La principale utilisation de cette espèce était la teinture. On extrayait du bois de cœur un composé, l'hématoxyline (ou plus précisément sa forme oxydée, l'hématéine, représentant 10 % du bois), d'abord faiblement coloré mais devenant rouge vif par exposition à l'oxygène de l'air et aux bases alcalines présentes dans le bois. Le colorant formé, l'hématéine, est employé pour teindre la laine, la soie, le coton etc. En variant les produits de mordançage, le campêche permet d'obtenir des teintes allant du bleu au rouge, soit beaucoup de violets et de mauves, ainsi que des gris et de superbes noirs.

Les soutanes par exemple pouvaient être teintes en noir grâce à cette espèce.

Oxydation de l'hématoxyline en hématéine

#### Colorant
Plus tard l'hématoxyline est devenu le colorant naturel le plus important en histologie. Les colorations de routine utilisent un ou plusieurs colorants différents : hématéine seule, l'hématéine-éosine (coloration HE), l'hématéine-éosine-safran (coloration HES), hématéine-phloxine-safran (coloration HPS), ou encore hématéine-orange G-éosine (coloration PAP).

#### Encre
Les enfants utilisaient dans la première moitié du XXe siècle de la décoction de bois de campêche comme encre sympathique : un message tracé avec cette encre était presque invisible, mais devenait très lisible après passage d'un fer à repasser chaud[réf. souhaitée].

### Charbon
Autrefois, le bois du campêche était aussi utilisé pour fabriquer du charbon de bois, très réputé encore de nos jours[réf. souhaitée].

### Bois d'œuvre
Son bois est aussi utilisé pour fabriquer des meubles, des traverses de chemin de fer, des poteaux de soutènement et certaines pièces de bateaux. Très dur, il est pratiquement imputrescible et ne flotte pas.

### Apiculture
Ses fleurs très mellifères sont appréciées des apiculteurs. Le miel monofloral de fleurs de campêche est ambré, doux et souple en bouche[réf. souhaitée].

### Horticulture
Cet arbre épineux lorsqu'il est planté en alignement serré fournit de belles haies impénétrables et délicieusement odorantes au moment de la floraison.

### Médecine
Le campêche possède aussi de nombreux usages médicinaux. Aux Petites Antilles, on le prescrit comme fébrifuge (en buvant des décoctions de feuilles plusieurs fois par jour) ou comme hémostatique et cicatrisant (en appliquant le jus des feuilles écrasées sur des plaies puis en badigeonnant l'eau de macération des feuilles). L'hématoxyline a aussi montré des activités anti-inflammatoires dépendantes de la dose, lors de tests sur les rats et les embryons de poulet. Elle est aussi réputée comme remède pour l'exéma, les digestions difficiles et les diarrhées<.
On pouvait se procurer du bois de campêche dans les pharmacies[réf. souhaitée].
En Europe, la plante était autrefois officinale, comme antidiarrhéique.